# Aminoácido ramificado
BCAA (sigla em inglês de branched-chain amino acids) que traduzido significa aminoácidos de cadeia ramificada (sigla em português "ACR"). 
São eles: Leucina, Isoleucina, Valina. Fazem parte dos 9 aminoácidos essenciais para os seres humanos, ou seja, não são produzidos de forma endógena e por conseguinte têm que ser consumidos na dieta. Cerca de 35% dos músculos estriados são constituídos por esses 3 aminoácidos.
Na prática de exercícios físicos, o organismo se utiliza das reservas de glicogênio muscular para a produção de energia. Na ausência ou déficit de glicogênio os músculos podem utilizar tanto cetonas (provenientes de gorduras) ou mesmo proteínas intracelulares para a produção de energia, esta situação é conhecida por catabolismo. Os Aminoácidos de Cadeia Ramificada podem ajudar a diminuir o rácio de destruição de proteínas intracelulares para uso em energia, salvando-as para reconstrução celular depois do exercício físico (ainda não existem evidências científicas comprovadas deste mecanismo).
Muitos defendem que a suplementação durante o exercício físico com aminoácidos de cadeia ramificada é benéfico para a construção de massa muscular magra porém não há provas científicas desta afirmação, contudo a hipertrofia muscular em exercícios de resistência com pesos parece estar mais ligada ao estoque de glicogênio.
As fontes naturais de proteína animal possuem BCAA, porém as proteínas do soro de leite aportam boa quantidade de BCAA e Glutamina, outro aminoácido de suma importância para a formação e manutenção muscular.
Trabalhos científicos sugerem que uma dieta com a quantidade necessária de proteínas faz a suplementação com BCAA desnecessária. Outros, dizem que o uso de suplementos proteicos (como a proteína de soro de leite WHEY) já permite o aporte suficiente de BCAA.